# Grand Prix des Flandres françaises
Le Grand Prix des Flandres françaises est une course cycliste française organisée à Liévin.

## Histoire
Créé à Lille, il intégra Liévin quelques années plus tard sous la férule Jules Lengagne puis Guy Dhéruelle qui lui donnèrent ses lettres de noblesse.
Dans un premier temps, il se déroule dans Liévin intra-muros avec sa cote de l'abattoir et la rue Francois Coutin en pavés puis s'étend à Liévin et ses alentours (Lorette). La place Gambetta, la rue Victor Hugo et la Mairie ont reçu la ligne d'arrivée.
Placé un temps le Dimanche de Pâques, il était suivi le lundi par le Grand Prix de Bapaume.
De grands clubs ont foulé le pavé tels que le VC Roubaix Lille Métropole ou l'ACBB.

## Palmarès
La course a connu des vainqueurs célèbres dont José Samyn décédé lors d'un accident lors d'une course ou Alain Vasseur père de Cédric, Jaan Kirsipuu et d'autres.
| Année | Vainqueur                | Deuxième            | Troisième              |        |
| ----- | ------------------------ | ------------------- | ---------------------- | ------ |
| 1945  | Lucien Lenglet           | René Lafosse        | Edmond Dubois          |        |
| 1946  | Gustave Imbert           | André Soufflet      | Florent Vandenheede    |        |
| 1947  | Edmond Degrelle          | André Dedyn         | Maurice Lefèbvre       |        |
| 1948  | Pierre Robas             | Roger Schoon        | André Dedyn            |        |
| 1949  | Pierre Robas             | Edmond Degrelle     | Roland Blanc           |        |
| 1950  | Pierre Robas             | René Lafosse        | Élie Marsy             |        |
| 1951  | Henri Duhamel            | René Lafosse        | Élie Marsy             |        |
| 1952  | Élie Marsy               | Ernest Ménage       | Henri Duhamel          |        |
| 1953  | Albert Staelens          | Alphonse De Vreese  | Bruno Comini           |        |
| 1954  | Élie Marsy               | Roland Dambrune     | Jean-Claude Lefebvre   |        |
| 1955  | Jean-Pierre Preuss       | Roger Schoon        | César Marcelak         |        |
| 1956  | Claude Rigaut            | Georges Dequesne    | Yves Delplanque        |        |
| 1957  | Georges Jomaux           | Paul Vermeulen      | Claude Sénicourt       |        |
| 1958  | Albert Platel            | Erio Plassa         | Raymond Denutte        |        |
| 1959  | Louis Déprez             | Roger Quévat        | Jean-Marie Poppe       |        |
| 1960  | Marc Bostoen             | Jean-Marie Poppe    | Maurice Munter         |        |
| 1961  | Louis Voitier            | Christian Denys     | L. Vacquerie           |        |
| 1962  | Michel Prissette         | Jean-Marie Poppe    | Gérard Pype            |        |
| 1963  | Michel Bocquillon        | Claude Sénicourt    | J. Garcia              |        |
| 1964  | Michel Bocquillon        | Jean-Marie Leblanc  | Jacky Bruvier          |        |
| 1965  | Jean-Claude Lainé        | Georges Dequesne    | A. Duquesne            |        |
| 1966  | José Samyn               | José Catieau        | Jean-Marie Leblanc     |        |
| 1967  | Jacky Lepolard           | Yves Lepachelet     | Bernard Delaurier      |        |
| 1968  | Alain Vasseur            | Paul Vermeulen      | Alain Hamy             |        |
| 1969  | Alain Santy              | Guy Santy           | Gérard Olbé            |        |
| 1970  | André Mollet             | Gérard Olbé         | René Bleuze            |        |
| 1971  | Bernard Delchambre       | Jean-Pierre Boulard | Bernard Masson         |        |
| 1972  | Claude Tollet            | Éric Lalouette      | Lucien Pratte          |        |
| 1973  | Didier Vanoverschelde    | Maurice Legrand     | Éric Lalouette         |        |
| 1974  | Daniel Poublon           | Guy Leleu           | Michel Desavoy         |        |
| 1975  | Serge Dhont              | Patrick Boulet      | Serge Mailhé           |        |
| 1976  | Jean-Michel Avril        | Jacques Osmont      | Roger Milliot          |        |
| 1977  | Guy Leleu                | Jacques Dutailly    | François Accart        |        |
| 1978  | Jean-Michel Avril        | Claude Baveye       | Alain Deloeil          |        |
| 1979  | Philippe Poissonnier     | Didier Ramet        | Luc Février            |        |
| 1980  | Alain Molmy              | Philippe Miotti     | Joaquim Da Fonseca     |        |
| 1981  | Patrice Boulard          | Dominique Dezègue   | Jean-Philippe Pipart   |        |
| 1982  | Christian Sobota         | Pascal Limousin     | Pascal Paniez          |        |
| 1983  | Dominique Lecrocq        | Bruno Wojtinek      | Philippe Bouvatier     |        |
| 1984  | Patrice Esnault          | Jacques Dutailly    | Sylvain Oskwarek       |        |
| 1985  | Pascal Lance             | Bertrand Zielonka   | Hubert Jeanlin         |        |
| 1986  | Jean-François Laffillé   | Mario Degouge       | Jacques Dutailly       |        |
| 1987  | Alain Deloeil            | René Bittinger      | Jacques Dutailly       |        |
| 1988  | Laurent Pillon           | Hubert Jeanlin      | Hendrik Krawczyck      |        |
| 1989  | Yannick Foirest          | Didier Champion     | Vincent Lacressonnière |        |
| 1990  | Jaan Kirsipuu            | Pierre Dewailly     | Brian Smith            |        |
| 1991  | Albert Delrue            | Zdzisław Wrona      | Willy Wojtinek         |        |
| 1992  | Carlo Ménéghetti         | David Derique       | Christian Andersen     |        |
| 1993  | Ludovic Auger            | Jean-Philippe Loy   | Thierry Dupuy          |        |
| 1994  | Cedric Van Lommel        | Anthony Rokia       | Mickaël Delattre       |        |
| 1995  | Edouard Gritsoun         | Alexei Markov       | Grégory Barbier        |        |
| 1996  | Marco Vermey (nl)        | Laurent Drouin      | Carlo Ménéghetti       |        |
| 1997  | Ole Sigurd Simensen (no) | Nico Strynckx       | Loïc Vasseur           |        |
| 1998  | Oleg Kozlitine           | Loïc Vasseur        | Alois Pfleger          |        |
| 1999  | Marc Chanoine            | Rik Claeys (nl)     | Jean-Philippe Yon      |        |
| 2000  | Sébastien Six            | Bert De Waele       | Rik Claeys (nl)        |        |
| 2001  | Cédric Loué              | Sébastien Six       | Jean-Philippe Yon      |        |
| 2002  | Carlo Ménéghetti         | Lars Breiseth       | Miika Hietanen         |        |
| 2003  | Arnaud Labbe             | Tony Cavet          | Benjamin Levécot       |        |
| 2004  | Frédéric Mainguenaud     | Camille Bouquet     | Jean-Philippe Yon      |        |
| 2005  | annulé                   | annulé              | annulé                 | annulé |
| 2006  | Clément Lhotellerie      | Guillaume Levarlet  | Romain Lebreton        |        |
| 2007  | Jérémie Dérangère        | Thierry Hupond      | Freddy Ravaleu         |        |
| 2008  | Bert-Jan Lindeman        | Franck Vermeulen    | Maxime Chombart        |        |
| 2009  | annulé                   | annulé              | annulé                 | annulé |
| 2010  | Thomas Vaubourzeix       | Thomas Chamon       | Geoffrey Venel         |        |
| 2011  | François Lamiraud        | Raphaël Verini      | Pierre Drancourt       |        |
| 2012  | annulé                   | annulé              | annulé                 | annulé |